# Personado
Personado era un beneficio al que se daba una prerrogativa, asiento o preeminencia en un cabildo o iglesia pero sin jurisdicción. 
En sentido lato, son sinónimas las palabras personado y dignidad pero de modo general, el personado es algo menos que la dignidad y algo más que el simple oficio. Así, la plaza de chantre en una iglesia catedral es habitualmente un personado pues solo tiene preeminencia sin jurisdicción, pues si el chantre tiene jurisdicción en el coro, entonces, una dignidad. 